# Убатуба
Убатуба (порт. Ubatuba) — муниципалитет в Бразилии, входит в штат Сан-Паулу. Составная часть мезорегиона Вали-ду-Параиба-Паулиста. Входит в экономико-статистический микрорегион Карагуататуба. Население составляет 75 008 человек на 2007 год. Муниципалитет занимает площадь 712,116 км². Плотность населения — 105,3 чел./км².

## История
Город основан 28 октября 1637 года.

## Статистика
- Валовой внутренний продукт на 2005 составляет 574 257 тыс. реалов (данные: Бразильский институт географии и статистики).
- Валовой внутренний продукт на душу населения на 2005 составляет 7264,00 реала (данные: Бразильский институт географии и статистики).
- Индекс развития человеческого потенциала на 2000 составляет 0,795 (данные: Программа развития ООН).

## Галерея

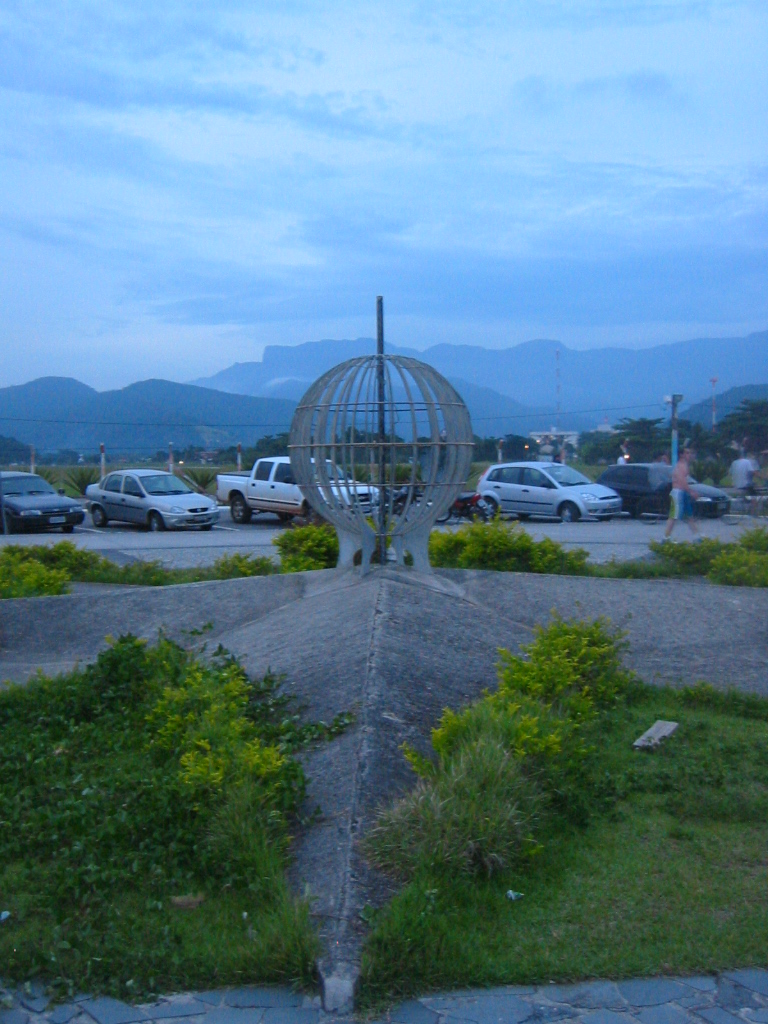
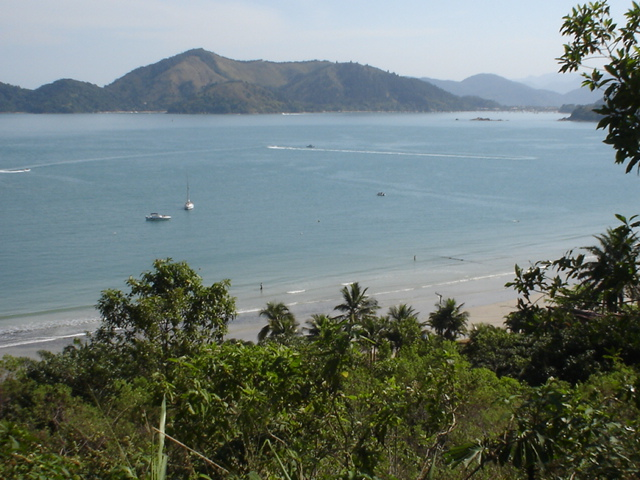

## География
Климат местности: тропический.